# Luis Carrión (humanista)
Luis o Louis Carrión, más conocido por la latinización de su nombre Ludovicus Carrio o Carrion, y otras veces mal llamado Le Caron (Brujas, c. 1547 - Lovaina, 23 de junio de 1595) fue un humanista, filólogo y catedrático de derecho hispano-belga de la universidad de Lovaina, destacado editor de textos clásicos latinos.

## Biografía
Era hijo de un español y una alemana. Fue primero condiscípulo y rival después del famoso humanista Justo Lipsio, y estudió en el Colegio trilingüe de Lovaina. Tras licenciarse en Derecho marchó a Colonia a continuar sus estudios y luego a París, donde amistó con el helenista de la Pléyade Jean Dorat, Guillaume Postel, Barnabé Brisson, Pierre y François Pithou, Jean-Antoine de Baïf, Enrique Esteban (el helenista español que editó obras desconocidas de Anacreonte en París, 1551), Josías Mercier, Jacques Bongars y otros eruditos de la época. Asimismo conoció al embajador Ogier Ghislain de Busbecque (1522-1591), cuyo relato de un viaje diplomático a Constantinopla publicaría. En fecha no precisada debió ordenarse sacerdote.
Impartió lecciones de jurisprudencia en Bourges y en Orleáns y en 1586 fue nombrado profesor en la universidad de Lovaina primero de derecho civil y más tarde de derecho canónico, pues se había doctorado in utroque. Explicó además las Institutiones de Justiniano. En 1589 se le confió la cátedra de derecho romano y en 1591 se convirtió en rector de la universidad. 
Se dedicó desde muy joven a buscar manuscritos de clásicos latinos antiguos y a estudiar, colacionar y enmendar sus textos, haciéndose en particular famoso por sus ediciones de Aulo Gelio (mostrándose enemigo, como su amigo Enrique Esteban, que colaboró en su edición, de los desprecios que le había mostrado el humanista Luis Vives; Carrión fue posiblemente el último en poder consultar el manuscrito completo de A. Gelio conocido como Buslidianus, por haber pertenecido en algún tiempo a Hieronymus Buslidius (Busleiden) y que después se conservó en el colegio trilingüe de Lovaina hasta su desaparición) y de la epopeya de Valerio Flaco, aunque también editó a Censorino, Salustio y Casiodoro, entre otros.
Fue además canónigo en San Pedro de Lovaina, en Saint-Omer y en Saint Germain de Mons, y dirigió el colegio de San Ivo en Lovaina, destinado a los alumnos que estudiaban Derecho. Probablemente tuvo un hermano o primo contemporáneo, un tal Franciscus Carrio Brugensis, que aparece como profesor de griego en Saint-Ghislain (Hainaut).

## Obras
- Ed. (con Enrique Esteban) de Aulo Gelio, Noctes Atticae, seu Vigiliae Atticae, quas nunc primum a magno mendorum numero magnus veterum exemplarium numerus repurgavit. Henrici Stephani Noctes aliquot Parisinae (e viginti septem II, III, IV, VI, VII et VIII), Atticis A. Gellii Noctibus seu Vigiliis invigilatae. Eiusdem H. Stephani annotationes in alios Gellii locos prodibunt cum notis Ludov. Carrionis (qui vet. exemplaria contulit) prelo iam traditis. París, 1585.
- Ed. (con André Schott y Lorenzo Balbo) de C. Valerii Flacci Argonauticon lib. VIII / a Ludovico Carrione ex vetustiss. exempl. emendati ; cum notis eiusdem Carrionis And. Schotti, & Laur. Balbi Liliensis. Coloniae Allobrogum, Apud Esaiam Le Preux, 1617 (también constan ediciones anteriores de Valerio Flaco de Amberes: Plantinus, 1565 y 1566)
- Ed. de C. Sallustii Crispi quae supersunt opera. Coniuratio Catilinae. Bellum iugurthinum. Historiarum libri a Ludovico Carrione collecti & restituti, Amberes: Plantin, 1573. Se reimprimió como C. Sallustij Crispi Operum quae exstant noua editio, Amberes: Christophe Plantin, 1579.
- Ed. de Censorini ad Q. Caerellium De die natali noua editio, Beys, Gilles, 1583. Sirvió de fundamento a la edición de Heinrich Lindenbrog.
- Ed. de Procli Chrestomathia Poetica. Hanóviae: Typis Wechelianis, 1615.
- Ed. de Aurelii Macrobii Theodosii, viri consularis & illustris, In Somnium Scipionis Libri II ; Eiusdem Conuiuiorum Saturnaliorum Libri VII : de hac editione lege ad lectorem epistolam Henrici Stephani, à quo tibi dabuntur etiam quædam excerpta ex eiusdem Macrobii libro, quem inscripsit De differentiis et societatibus Græci Latinique verbi. Parisiis: [Henri Estienne], 1585.
- Ludouici Carrionis Antiquarum lectionum commentarii III, in quibus varia scriptorum veterum loca supplentur, corriguntur et illustrantur, Amberes: Christophe Plantin y Johannes Masius, 1576.
- Emendationum et observationum libri duo, París, 1583. Esta obra y la anterior las incluyó Jan de Gruytère en su Lampas, sive fax artium liberalium, hoc est thesaurus criticus, in quo infinitis locis theologorum, philosophorum, oratorum, historicorum, poetarum, grammaticorum scripta suplentur, corriguntur, illustrantur, notantur, Frankfurt, 1602-1612, 6 vols.
- Ed. (con Aldo Manuzio, Paolo Manuzio y Peder Jensson Hegelund), Epitome ortographiae Aldi Manutii Paulli f. Aldi n.: Reliqua altera pagella indicabit. Seorsorum excusus Magni Aurelii Cassiodori De ortographia libellus.
- Ed. de Ogier Ghislain de Busbecque, Itinerarium Constantinopolitanum et Amasian, Amberes, 1582.
- Ed. de Ogier Ghislain de Busbecque, A. Gislenii Bvsbeqvii omnia quae existente Lugd. Batavorvm: Officina Elzeviriana, 1633. Una ed. de 1660 añade: ...quibus accedunt Epistolae aliquot insignium quorundum virorum lectu jucundissime.
- Novantiquarum lectionum, Frankfurt, 1584